# Liste der Baudenkmale in Groß Nemerow
In der Liste der Baudenkmale in Groß Nemerow sind alle denkmalgeschützten Bauten der Gemeinde Groß Nemerow (Mecklenburg-Vorpommern) und ihrer Ortsteile aufgelistet. Grundlage ist die Veröffentlichung der Denkmalliste des Landkreises Mecklenburgische Seenplatte (Auszug) vom 20. Januar 2017.

## Baudenkmale nach Ortsteilen

### Groß Nemerow
| ID  | Lage                                    | Bezeichnung           | Beschreibung | Bild                  |
| --- | --------------------------------------- | --------------------- | --- | --------------------- |
| 418 | (Karte)                                 | Kirche                | Feldsteinkirche (etwa 14. Jh.), dem Westturm wurde später ein quadratischer Aufsatz in Fachwerk mit achtseitigem Oberteil und Haube (1750) hinzugefügt | Kirche                |
| 418 | Zachower Straße, Friedhof               | Feldsteintrockenmauer | | Feldsteintrockenmauer |
| 419 | Stargarder Straße                       | Kriegerdenkmal        | für die im 1. und 2. Weltkrieg Gefallenen; mit Gedenkplatte für Rosa Luxemburg an der Rückseite                                                        | Kriegerdenkmal        |
| 420 | Stargarder Straße, Ecke Zachower Straße | Spritzenhaus          | wohl um 1800 entstanden; heute als Heimatstube genutzt                                                                                                 | Spritzenhaus          |
| 421 | Stargarder Straße 43                    | Bauernhaus            | |                       |

### Klein Nemerow
| ID  | Lage          | Bezeichnung                              | Beschreibung | Bild                                     |
| --- | ------------- | ---------------------------------------- | --- | ---------------------------------------- |
| 518 | Klein Nemerow | Ruine der Komtureischeune                | Ruine einer Feldsteinscheune der ehemaligen Johanniter-Komturei (wohl 14. Jh.)                                    | Ruine der Komtureischeune                |
| 518 | Klein Nemerow | Grabdenkmal v. d. Groeben und von Bredow | Grabplatte des Johanniterkomturs L. von der Groeben († 1620); Relieffigur mit Wappenrahmen; verso weiteres Relief | Grabdenkmal v. d. Groeben und von Bredow |

### Tollenseheim
| ID   | Lage           | Bezeichnung                   | Beschreibung | Bild |
| ---- | -------------- | ----------------------------- | ------------ | ---- |
| 1077 | Tollenseheim 6 | Landwirtschaftsschule (Nr. 6) |              |      |

### Zachow
| ID   | Lage             | Bezeichnung                | Beschreibung | Bild       |
| ---- | ---------------- | -------------------------- | ------------ | ---------- |
| 1237 | Zachow 5 (Karte) | Bauernhaus                 |              |            |
| 1238 | Zachow 9 (Karte) | Märkisches Dielenhaus      |              |            |
| 1239 | (Karte)          | Kirche mit                 |              | Kirche mit |
| 1239 |                  | Feldsteinmauer             |              |            |
| 1239 |                  | Grabstein Christina Müller |              |            |

### Zachow Forsthaus
| ID   | Lage | Bezeichnung                | Beschreibung | Bild |
| ---- | ---- | -------------------------- | ------------ | ---- |
| 1240 |      | Forsthaus mit              |              |      |
| 1240 |      | gegenüberliegender Scheune |              |      |
| 1241 |      | Gedenkstein                |              |      |

## Quelle
- Karte der Baudenkmale im Geoportal des Landkreises